# سيرغي أكسيونوف
سيرجي فاليريفيتش أكسيونوف (الروسية: Сергей Валерьевич Аксёнов)، (الأوكرانية: Сергій Валерійович Аксьонов) ولد في 26 نوفمبر 1972 هو رئيس جمهورية القرم، وهو كيان روسي فيدرالي متنازع عليه دولياً بعد قيام روسيا بضم القرم إليها بعد أن كانت جزء من أوكرانيا.

## الحياة السياسية
مُنح أكسيونوف الجنسية الروسية كمقيم في مولدوفا في 10 يناير، 2003.

في عام 2008، أصبح عضوا في «المجتمع الروسي في شبه جزيرة القرم».
منذ عام 2010، كان نائباً للمجلس الأعلى في شبه جزيرة القرم، وانتخب عضواً عن حزبه الوحدة الروسية، التي حصلت على 4٪ من الأصوات (بما فيها 3 مقاعد من المجموع 100 في برلمان القرم) أثناء الانتخابات في المجلس الأعلى للقرم.
خلال برنامج حواري على قناة ATR التلفزيونية في 3 مارس 2012، علق أكسيونوف على سؤال حول إمكانية انضمام شبه جزيرة القرم إلى روسيا: «أعتقد أن الوقت لهذه العملية قد فات، واليوم نعيش في أوكرانيا، ولدي جواز سفر أوكراني، أي مواطن أوكراني، لذلك جميع المشاكل ينبغي أن تناقش في علاقات ودية بين بلداننا» 

## روابط خارجية
- سيرغي أكسيونوف على موقع IMDb (الإنجليزية)
- سيرغي أكسيونوف على موقع الموسوعة البريطانية (الإنجليزية)
- سيرغي أكسيونوف على موقع كينوبويسك (الروسية)